# Iraklia (Gemeinde)
Iraklia (griechisch Ηράκλεια (f. sg.)) ist seit 2011 eine Gemeinde in der nordgriechischen Region Zentralmakedonien. Die Gemeinde ist in drei Gemeindebezirke unterteilt. Verwaltungssitz ist die gleichnamige Stadt Iraklia.

## Lage
Die Gemeinde Iraklia nimmt im Nordosten der Region Zentralmakedonien eine Fläche von 453,073 km² ein. Benachbarte Gemeinden sind Kilkis im Westen, Sindiki im Norden, Serres im Osten sowie Visaltia und Langadas im Süden.

## Verwaltungsgliederung
Die Gemeinde wurde 2010 nach der Verwaltungsreform 2010 aus dem Zusammenschluss der  Gemeinden Iraklia, Skotoussa und Strymoniko gebildet. Verwaltungssitz der Gemeinde ist Iraklia. Die ehemaligen Gemeinden bilden seither die drei Gemeindebezirke und ist weiter in einen Stadtbezirke und 20 Ortsgemeinschaften untergliedert.
| Gemeindebezirk | griechischer Name            | Code   | Fläche (km²) | Einwohner 2011 | Stadtbezirke / Ortsgemeinschaften (Δημοτική / Τοπική Κοινότητα)                                  | Lage |
| -------------- | ---------------------------- | ------ | ------------ | -------------- | ------------------------------------------------------------------------------------------------ | ---- |
| Iraklia        | Δημοτική Ενότητα Ηρακλείας   | 120501 | 197,632      | 12.092         | Iraklia, Valtero, Dasochori, Karperi, Kimisis, Lithotopos, Limnochori, Pondismeno, Chrysochorafa |      |
| Skotoussa      | Δημοτική Ενότητα Σκοτούσσης  | 120502 | 098,604      | 05.135         | Skotoussa, Ammoudia, Gefyroudi, Melenikitsi, Nea Tripoli, Paleokastro                            |      |
| Strymoniko     | Δημοτική Ενότητα Στρυμονικού | 120503 | 156,837      | 03.918         | Strymoniko, Zefgolatio, Kalokastro, Livadochori, Triada, Chimarros                               |      |
| Gesamt         | Gesamt                       | 1205   | 453,073      | 21.145         |                                                                                                  |      |